# Independence (álbum)
Independence es el título del tercer álbum del grupo de rock madrileño Sex Museum.
Independence es también el segundo álbum de estudio propiamente dicho de Sex Museum, ya que su anterior referencia era el split Sex Museum vs Los Macana, compartido con otro grupo surgido del revival mod: Los Macana.
El álbum se grabó durante septiembre de 1989 en los estudios Duplimatic de Madrid, donde también se realizaron las mezclas. Para ello contaron con Juan Hermida y Félix Arribas a los controles, compartiendo el primero la tarea de producción con el propio grupo.
Independence apareció en una doble edición, LP y CD. El CD tenía cinco canciones más que el LP. Una era una «Eighteen», una versión de Alice Cooper. Las cuatro restantes («Bang bang», «Get lost», «Free living»y «Where I belong») habían aparecido publicadas como sencillos.

## Lista de canciones
| LP 1. «Friends» (Fernando Pardo) 2. «Independence» (Fernando Pardo) 3. «Near me calling» (Fernando Pardo) 4. «Voodoo house» (José Luis Hernández/Marta Ruiz/Fernando Pardo) 5. «Emotional divorce» (Fernando Pardo) 6. «I'm moving» (Fernando Pardo/Marta Ruiz) 7. «Black heart» (Fernando Pardo/Marta Ruiz) 8. «Mc deep» (José Luis Hernández/Miguel Pardo) 9. «Last last» (Fernando Pardo) | CD 1. «Friends» (Fernando Pardo) 2. «Independence» (Fernando Pardo) 3. «Near me calling» (Fernando Pardo) 4. «Voodoo house» (José Luis Hernández/Marta Ruiz/Fernando Pardo) 5. «Emotional divorce» (Fernando Pardo) 6. «I'm moving» (Fernando Pardo/Marta Ruiz) 7. «Black heart» (Fernando Pardo/Marta Ruiz) 8. «Mc deep» (José Luis Hernández/Miguel Pardo) 9. «Last last» (Fernando Pardo) 10. «Bang bang» (Fernando Pardo) 11. «Eighteen» (Alice Cooper) 12. «Get lost» (Fernando Pardo) 13. «Free living» (Fernando Pardo/Marta Ruiz) 14. «Where I belong» (Fernando Pardo/Marta Ruiz) |

## Personal
- Miguel Pardo: voz.
- Fernando Pardo: guitarra y voz.
- Marta Ruiz: órgano Hammond.
- José Luis Hernández, «McCartney»: bajo.
- Álvaro Martialay: batería.

## Personal técnico
- Juan Hermida: producción.
- Félix Arribas: técnico de sonido.
- Marta Ruiz: diseño.
- Roberto Feo: fotografías y diseño.